# Mudida
Mudida ist ein Verwaltungsbezirk (englisch Ward) des Distrikts Singida (DC) in der tansanischen Region Singida.

## Geografie
Mudida ist ein Bezirk im nördlichen Zentralteil von Tansania etwa 40 Kilometer Luftlinie nördlich der Regionshauptstadt Singida. Bei der Volkszählung 2022 lebten 19.378 Menschen in 3275 Haushalten auf einer Fläche von 96 Quadratkilometern.

### Nachbarbezirke
Der Bezirk grenzt im Norden an den Distrikt Hanang in der Regionen Manyara.
| Kinampundu | Hanang                                      |        |
|            | Kompassrose, die auf Nachbargemeinden zeigt |        |
| Mtinko     |                                             | Makuro |

## Gliederung
Der Bezirk besteht aus vier Gemeinden (swahili Mtaa) mit 25 Orten (Kitongoji):
| Mpipiti - Mapinduzi - Mwongozo - Azimio - Umoja - Kujitegemea - Mapambano | Mudida - Mhimbili - Mpakani - Muhogo - Ujamaa - Kibaoni - Nduu - Mrama | Kibaoni - Kibaoni - Nduu Mabandani - Muungano - Bwawani - Mgodini A - Mgodini B | Migugu - Kifunda - Mtaro - Mwangae - Mvae - Mikatokato - Minyinga |

## Wirtschaft und Infrastruktur
- Aufforstung: Im Jahr 2015 wurden im Bezirk 160.000 Bäume gepflanzt.[8]
- Tierhaltung: Der Nutztierbestand in Mudida liegt bei 5000 Rindern, 3000 Ziegen, 2500 Schafen und 14.000 Hühnern (Stand 2016).[8]
- Bildung: Die Mudida Secondary School ist eine staatliche weiterführende Tagesschule mit einer Ausbildung bis zur 4. Stufe.[9]
- Gesundheit: Im Bezirk liegt eine staatliche Apotheke.[10]